# Heliamphora heterodoxa
Heliamphora heterodoxa este o specie de plante carnivore din genul Heliamphora, familia Sarraceniaceae, ordinul Ericales, descrisă de Julian Alfred Steyermark. Conține o singură subspecie: H. h. glabella.

## Galerie de imagini

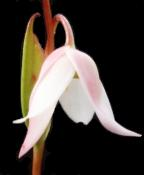